# Skjaldbreiður
Skjaldbreiður – wygasły wulkan tarczowy o wysokości 1060 m n.p.m., położony w zachodniej Islandii. Leży przy południowym krańcu kompleksu wulkanicznego Prestahnúkur. Ostatnia erupcja wulkanu miała miejsce około 7550 r. p.n.e. Około 3350 r. p.n.e. wybuchł znacznie mniejszy wulkan tarczowy Sköflungur znajdujący się na północny wschód od Skjaldbreiðura.